# Сардинські юдикати

Юдикати або королівства Сардинії.

Сардинські юдикати (сард. judicadus, logus або rennus; лат. judicati; італ. regni або giudicati sardi), які також іноді називають Сардинськими королівствами — середньовічні незалежні держави, які існували на острові Сардинія протягом 600 років в IX—XV століттях. Це були суверенні держави, що володіли усією summa potestas, кожна з яких мала власного правителя, якого називали юдиком (сард. judike) що мав повноваження повновластного правителя (короля).

## Історичні причини появи суверенних держав Сардинії
Після відносно недовгої окупації Вандалським королівством в 456—534 роках, Сардинія була відвойована імператором Юстиніаном і з 535 року до VIII століття була провінцією Візантійської імперії.
Після 705 року сарацинські пірати з Північної Африки почали здійснювати рейди на острів і не зустріли ефективної протидії з боку візантійської армії. У 815 році посли Сардинії звернулися за військовою допомогою до імператора Каролінгів Людовика Благочестивого.
У 807, 810—812 та 821—822 роках маври з Іспанії та Північної Африки намагалися вторгнутися на острів, але сардинці спромоглись відбити ці напади. З початком арабського завоювання Сицилії у 827 році Сардинія залишилася відірваною від основних земель Візантійської імперії та змушена була стати економічно та військово самодостатньою. Протидія сардинців арабським нападникам була настільки ефективною, що в листі 851 року Папа Лев IV просив «юдика провінції» (Iudex Provinciae) Сардинії, що мав резиденцію в Каралісі про допомогу в обороні Риму. 

### Народження чотирьох юдикатів

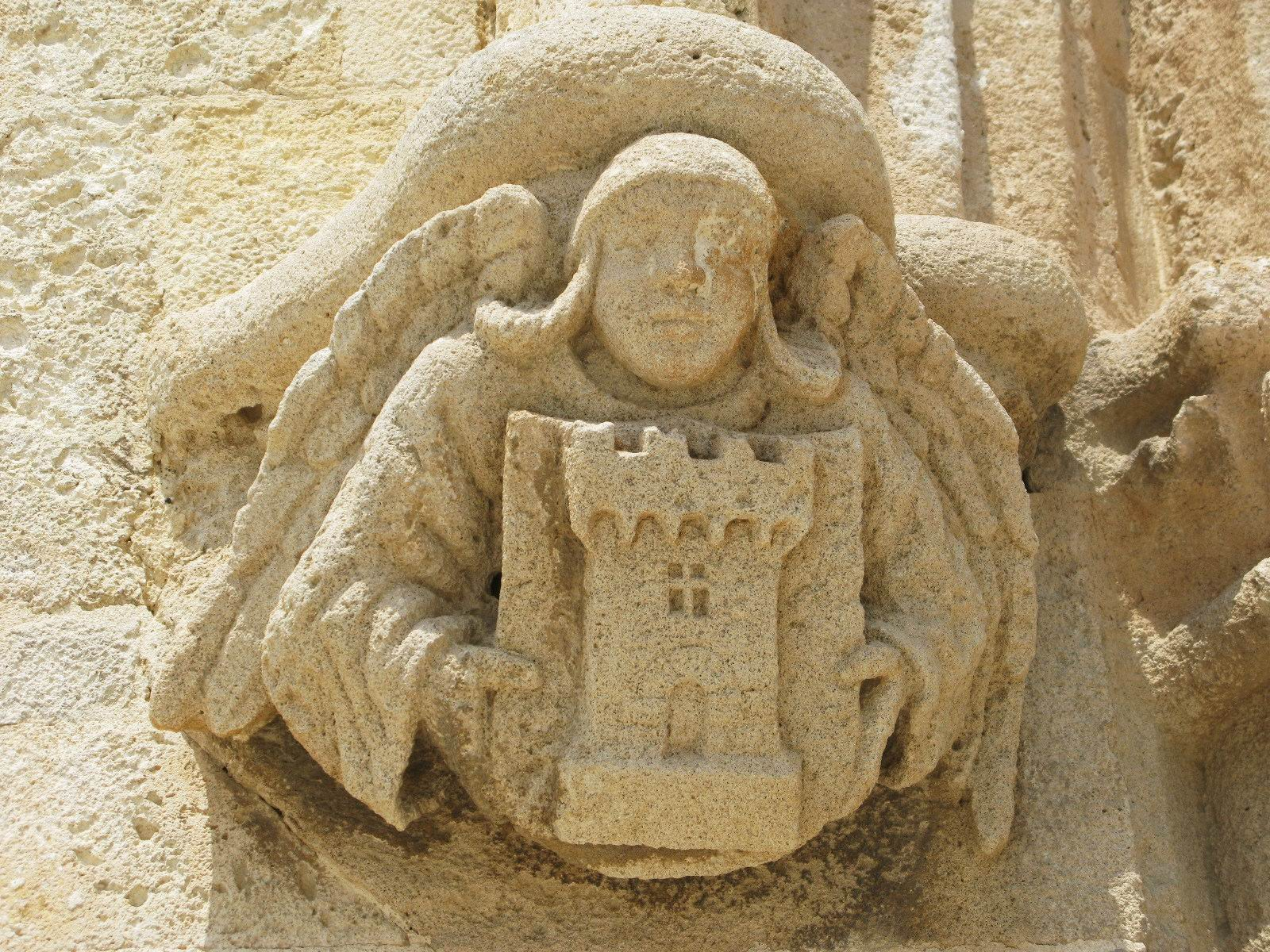
Герб королівства Торрес

Майже повна відсутність історичних джерел не дає впевненості щодо дати переходу від візантійської центральної влади до самоврядування на Сардинії. Вважається, що протягом певного часу повний контроль над островом мав єдиний Iudex Provinciae або архонт Сардинії, який мав свою резиденцію на півдні острова в Каралісі. Для організації оборони узбережжя в найбільш стратегічних зонах він призначив lociservator (лейтенанта). Хоча кандидати на цю посаду обирались юдиком з власної родини Лакон-Гунале, через удаленість служби влада над цими територіями «лейтенантів» з часом набула автономності від юдика Караліса. Ймовірно, це прискорило народження окремих юдикатів або королівств.

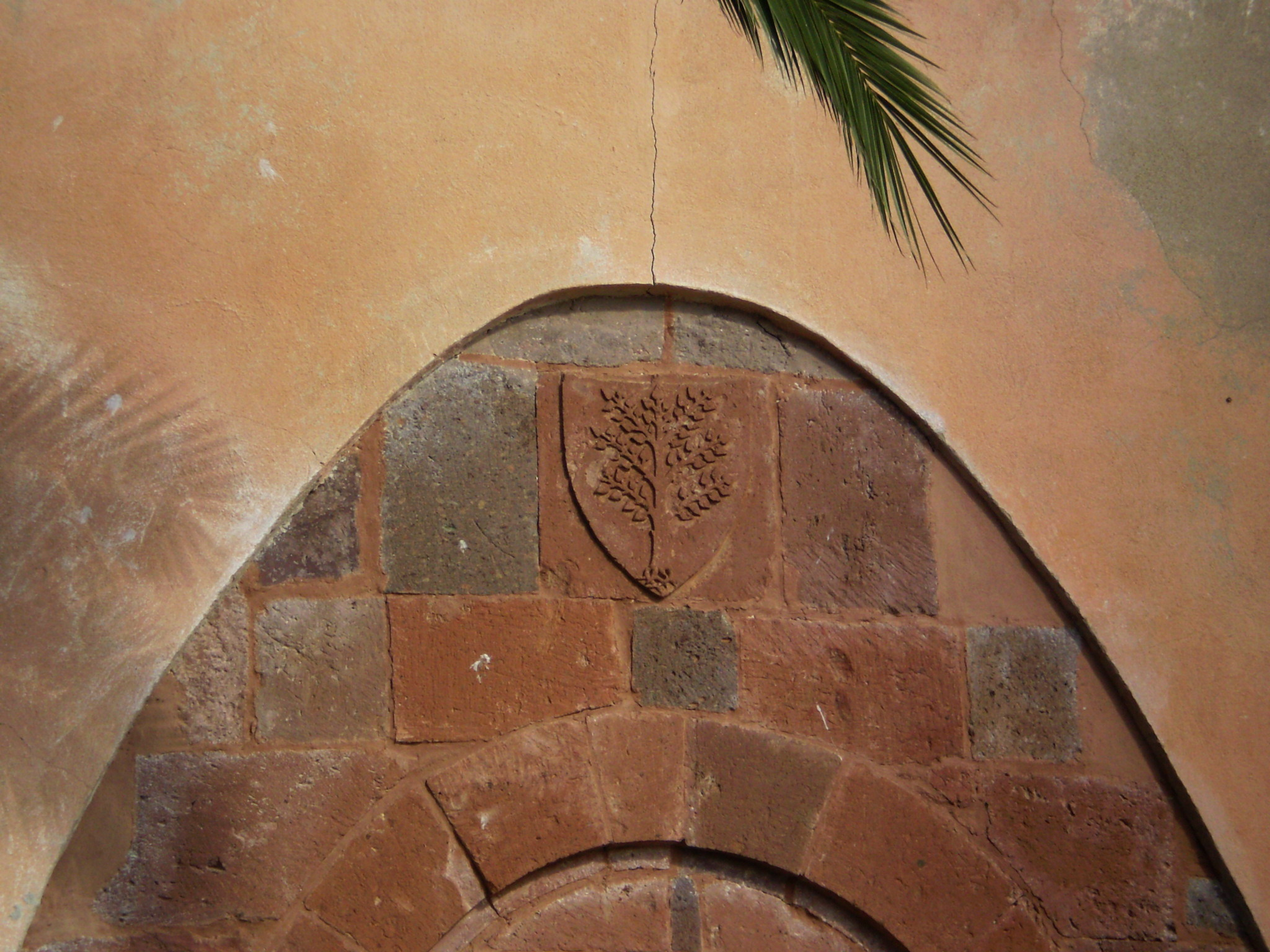
Герб королівства Арборея

Першим незаперечним джерелом, яке посилається на існування чотирьох юдикатів є епістола, надіслана папою Григорієм VII з Капуї 14 жовтня 1073 року сардинським юдикам Орцокко з Караліса, Орцокко з Арбореї, Маріано з Торреса та Костянтина з Галлури, а їхня наявність вже означена в ранішому листі папи Іоанна VIII (872), в якому він називав їх principes Sardiniae («князі Сардинії»).
Відомі середньовічні юдикати були:
- Кальярський юдикат зі столицею в Санта-Ігія
- Арборейський юдикат зі столицею в Орістано,
- Галлурський юдикат зі столицею в Чивіта,
- Торреський юдикат зі столицею в Порто-Торрес, Ардара і потім Сассарі.

Кожна з чотирьох держав мала укріплені кордони для захисту своїх політичних і комерційних інтересів, а також власні закони, адміністрацію та символи.

## Уряди

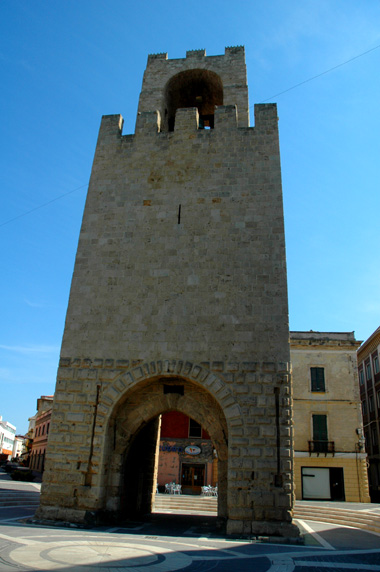
Вежа Маріана II з Арбореї в Орістано.

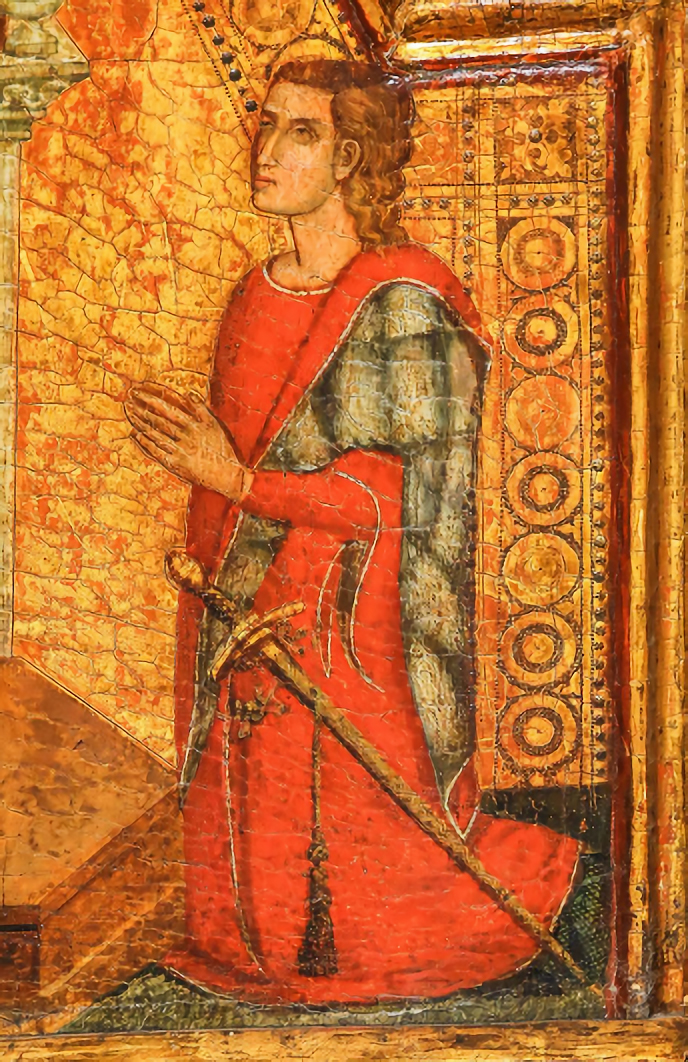
Маріан IV з Арбореї

Курадоріас

Адміністративна організація юдикатів суттєво відрізнялася від феодальних форм, що існували в решті середньовічної Європи, оскільки їхні інститути були ближчими до інститутів складових Візантійської імперії, хоча й з місцевими особливостями.
У міжнародному контексті Середньовіччя юдикати характеризувались напівдемократичними установами, такими як місцеві виборні органи Coronas de curatorias які, у свою чергу, обирали своїх власних представників до центрального парламентського органу, що мав назву Corona de Logu.

### Корона де Логу та центральна рада
Центральним урядом і всією судовою владою в основному керував юдик. Він не володів землею держави і не був носієм суверенітету, оскільки формально ці права належали колективному органу, що мав назву Корона де Логу ( Corona de Logu), раді старійшин, що складалась з представників адміністративних округів (Curadorias) і вищого священства. Корона де Логу призначала правителя і надавала йому верховну владу, зберігаючи при цьому повноваження ратифікувати акти та угоди, що стосувалися всього королівства.
Під час su Collectu (церемонія коронації) у столиці збирались представники кожної curadoria, члени вищого духовенства, володарі замку, два представники столиці, обрані делегатами від jurados Coronas de curatoria. Юдики призначались за спадково-виборною системою і зазвичай успадковували свою владу за прямою чоловічою лінією і, лише як альтернативи, за жіночою лінією.
Юдик ухвалював рішення на основі угоди з народом (bannus-consensus). Суверен міг бути зміщений з престолу і навіть, у випадках серйозних актів тиранії та гноблення, законно страчений тими ж самими людьми, що обирали його на посаду. При цьому зміщення та навіть страта конкретного юдика зазвичай не впливали на подальше успадкування титулу в межах тієї ж правлячої династії.

### Юдики
Юдик не був абсолютним правителем у розумінні пізнішого абсолютизму — принаймні формально: він не міг оголосити війну чи підписати мирний договір без згоди Corona de Logu. Проте парламентський орган складався переважно з місцевих аристократів і, отже, був пов'язаний з юдиком спільними інтересами.
Успадкування престолу було династичним, але в деяких випадках існувала можливість обрання Corona De Logu.

### Канцелярія юдикатів
В управлінні державою юдику допомагала канцелярія. Суверенна влада юдика фактично полягала в можливості видання офіційних актів, які називалися bullata. Ці документи готували державні канцлери, як правило, єпископи або хтось з старших членів духовенства, якому допомагали інші посадові особи, які називались majores.

### Місцева адміністрація

#### Курадоріас
Територія юдикатів була поділена на курадоріас (curadorias), адміністративні округи різного розміру, утворені міськими та сільськими поселеннями, залежними від столиці, якими управляли курадорк (curadore). Ці адміністратори, яким допомагали судді (jurados) і місцева рада (Corona de curatoria), представляли владу юдика на місцях і піклувався про місцеву державну власність.
Курадоре, призначений для кожного поселення був частиною curadorias a majore de Bidda (сучасний еквівалент мера) з адміністративними та судовими повноваженнями та прямою відповідальністю за дії щодо землеустрою.

### Законодавство

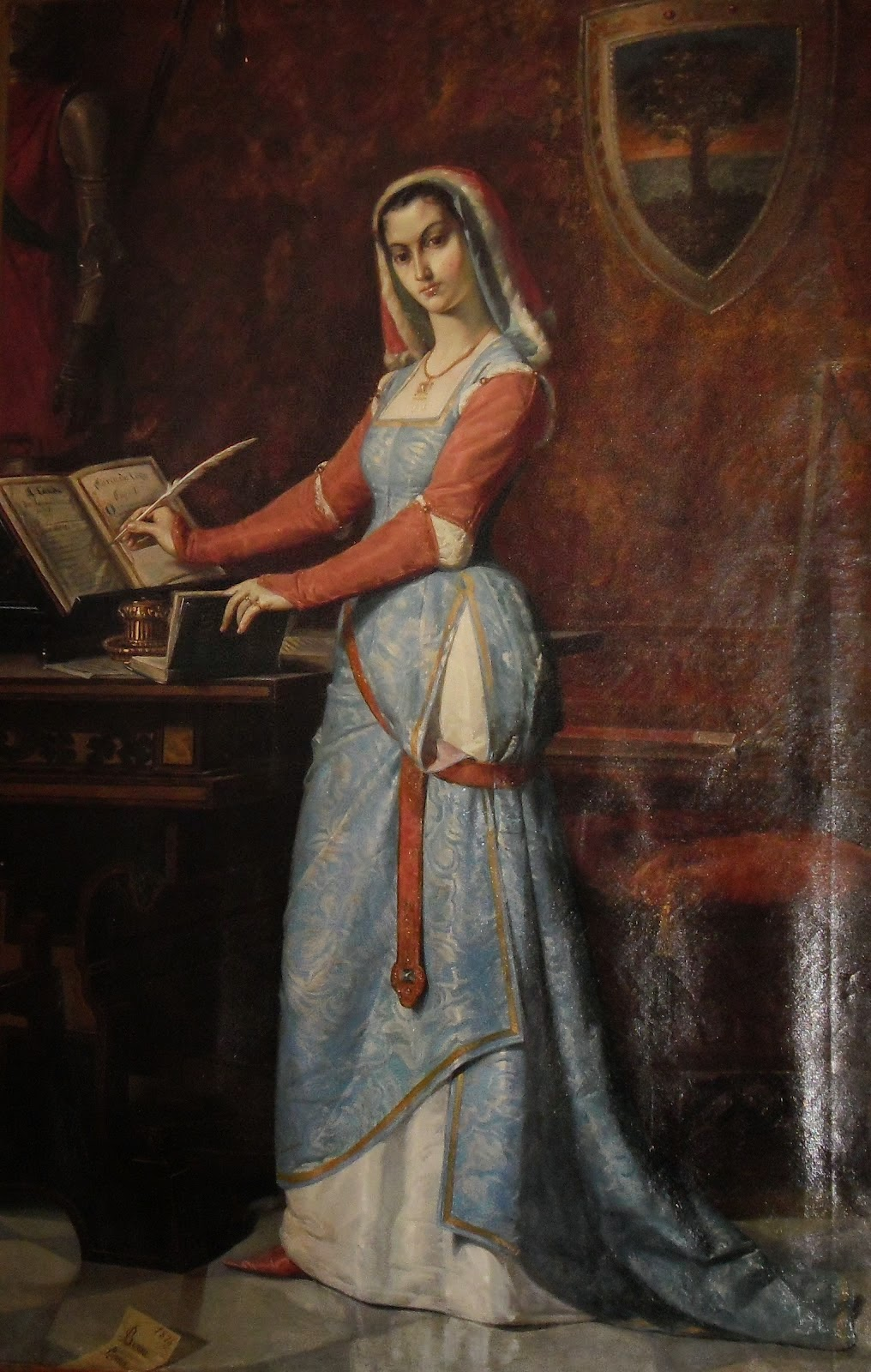
Елеонора Арборейська підписує Carta de Logu

Cartas de Logu — це збірки карних, державних, цивільних і земельних норм великого значення, які діяли у різних юдикатах. На жаль, з Carta Caralitana збереглися лише деякі частини. Carta de Logu Арборейського юдикату   позначає наприкінці XIV століття народження правової держави. Створена спочатку Маріано IV, а потім його дочкою Елеонорою, яка розширила сферу дії правил, щоб адаптувати їх до зміни реальність в соціальних умовах. Таблиця написана сардинською мовою (різновид Логудоре), і з цього ми можемо зробити висновок про судовий намір фактично довести її до відома громадян, щоб повідомити їм про законну та незаконну поведінку з подальшими кримінальними наслідками. Таким чином, визначається ситуація правової визначеності.
Хартія пережила, хоч і з певними труднощами, період юдикатів і залишалася чинною в епоху Іспанії та Савойї до прийняття Кодексу Карло Феліче в квітні 1827 року. З вивчення хартії ми можемо зробити висновок про велику увагу юдикатів до захисту сільської місцевості та сільськогосподарського виробництва, включаючи конярство та виробництво шкіри, навіть на шкоду вівчарству. Це означає велику увагу до виробничої бази, яка підтримує зусилля ворогів у боротьбі за незалежність Сардинії.
Кондаги також мають велике значення для вивчення судового періоду між XI і XIII століттями. Термін візантійського походження (кондак — палиця, на якій згорталися зшиті разом карти), що визначає реєстр, на якому переписувалися пергаменти актів дарування монастирям чи іншим церковним установам. У них дуже докладно повідомлялося про грошові суми, слуг, служниць, оброблені землі, виноградники, ліси (солі), пасовища та худобу, подаровані місцевою знаттю. З кондаг можна було реконструювати значну частину відомої нам судової динаміки, яка також є найдавнішим свідченням давньої народної мови Сардинії.

## Армія

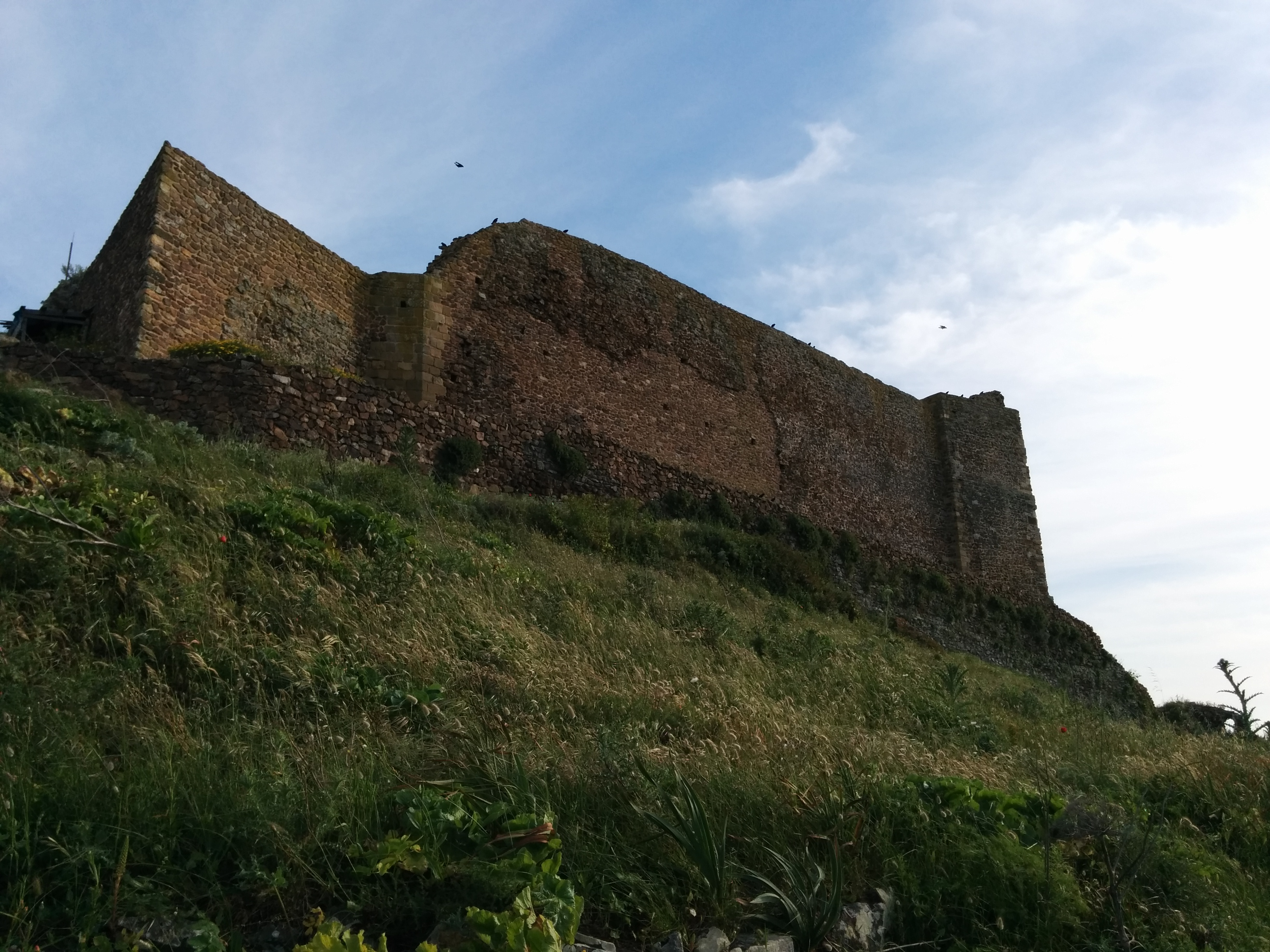
Замок Монреаль, Сардара

Армії сардинських юдикатів складалися з солдатів і вільних громадян, які підлягали періодичній ротації. В екстрених випадках застосовувався примусовий призов. Елітний корпус складали так звані bujakesos, обрані вершники, які служили під командуванням janna de Majore, полководця, що відповідав за безпеку юдика. Основним озброєнням були меч, кольчуга, щит, шолом, birrudu, зброя, схожа на античний verutum, римський короткий спис.
Сухопутне ополчення і піхота (birrudos) використовував укорочену версію цієї самої зброї. Крім використання списів і щитів, іншою поширеною зброєю була leppa, меч із кістяною ручкою та вигнутим лезом, між 50 і 70 роками см завдовжки, який все ще використовувався, у більш обмеженому вимірі, до кінця дев'ятнадцятого століття. На Сардинії був виготовлений тип довгого лука, і з часом використання арбалета поширилося.
У разі конфлікту судді часто використовували найманців, наприклад, грозних генуезьких арбалетників.

## Культура

### Релігія

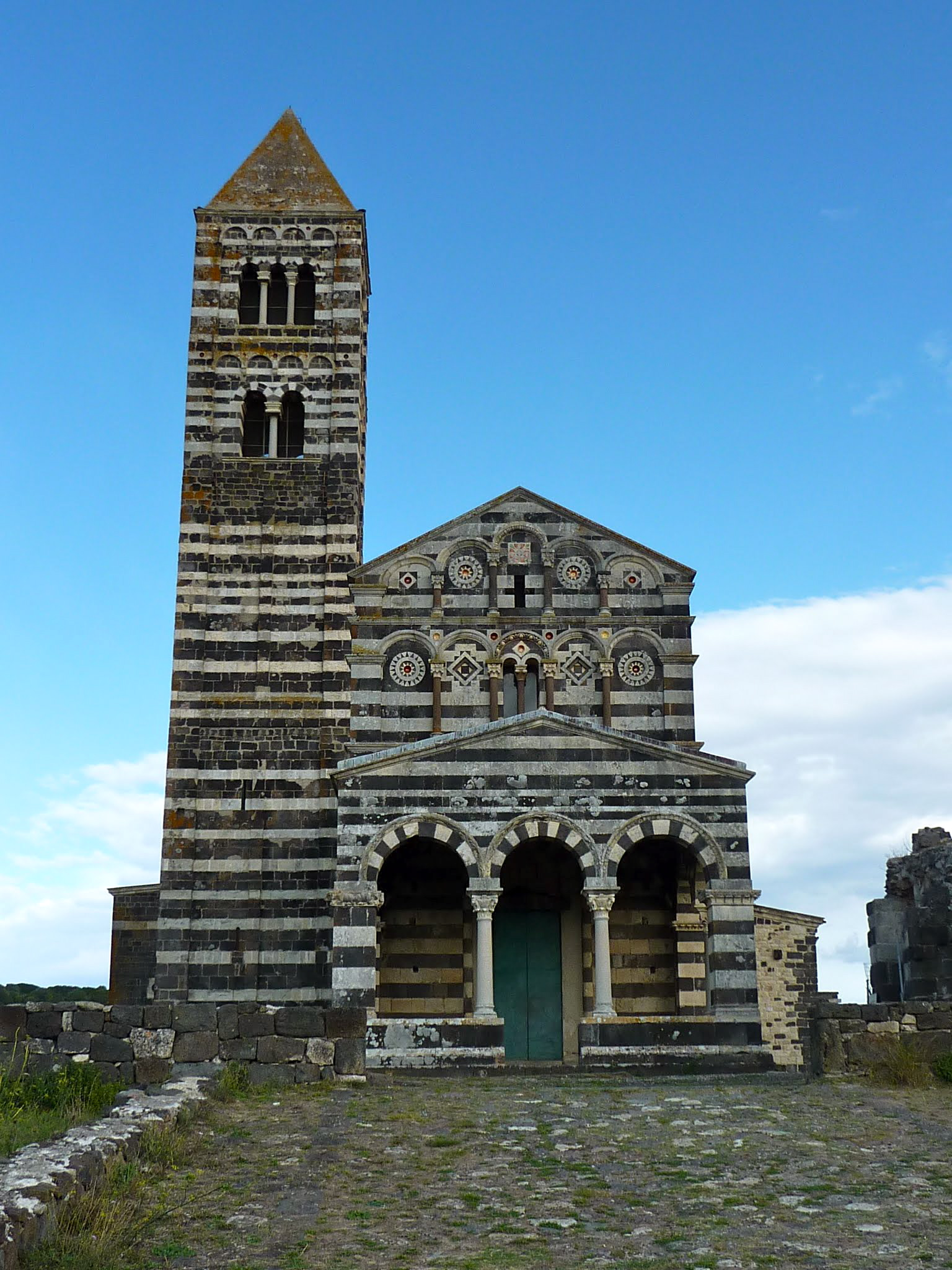
Базиліка ді Сакарджа

Християнство поширилося на більшій частині острова в перші століття нашої ери, за винятком більшої частини регіону Барбаджа. Наприкінці VI століття папа Григорій I досяг угоди з Госпітом, вождем barbaricini, що гарантувало навернення його народу від язичництва до християнства. Оскільки Сардинія була в політичній сфері Візантійської імперії, в результаті євангелізації василіанськими ченцями на острові розвинулась низка грецьких та східних християнських рис.

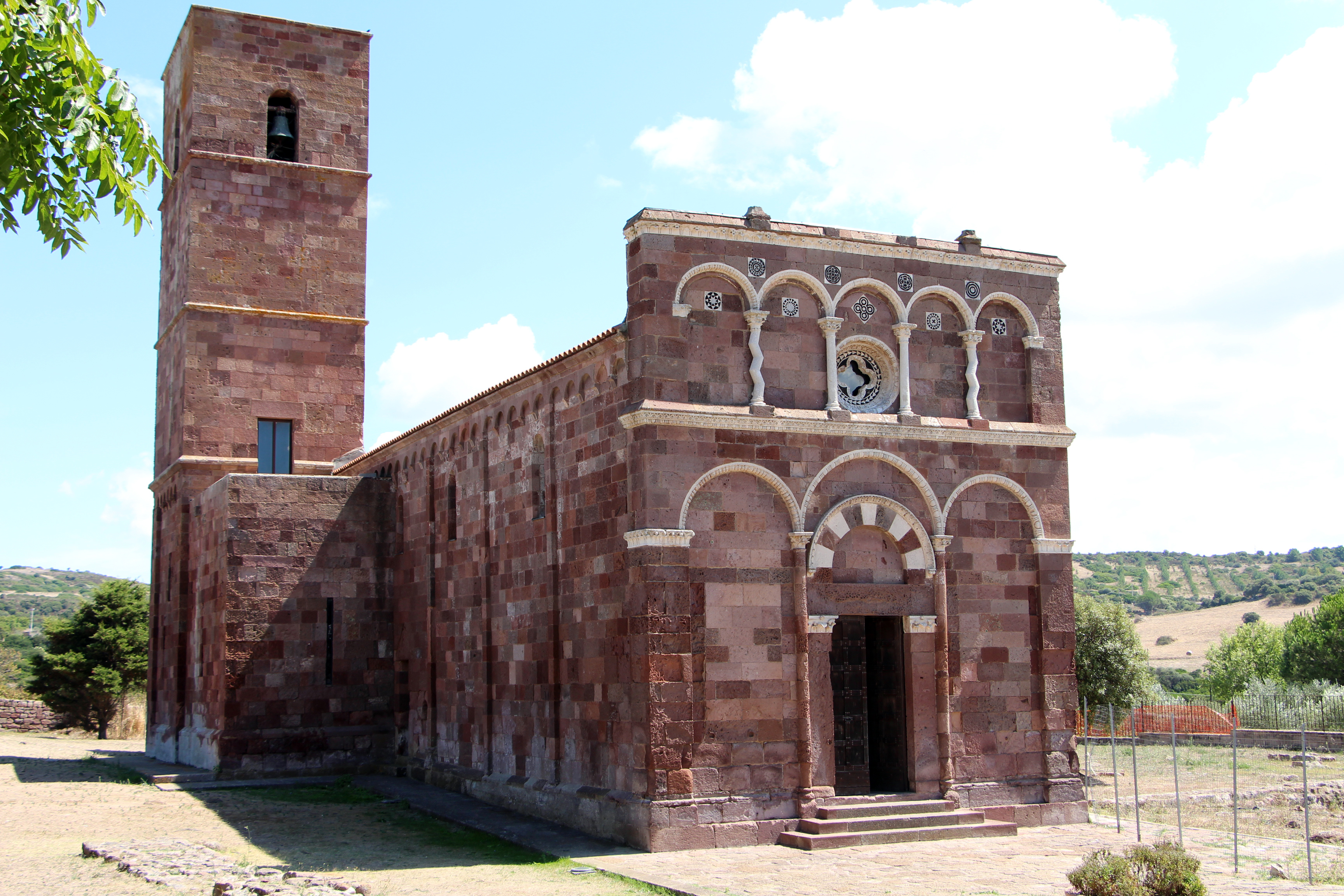
Базиліка Nostra Signora di Tergu

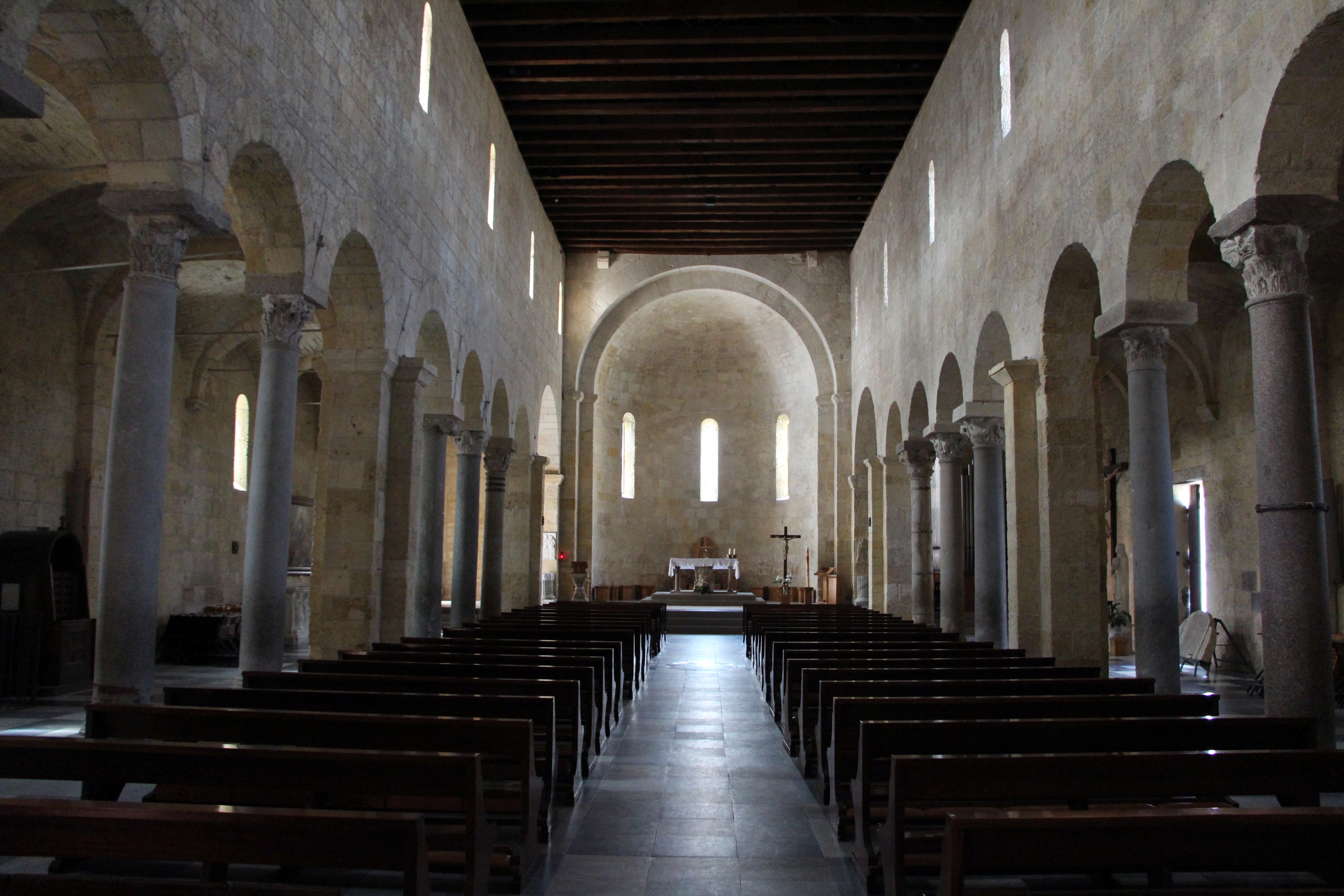
Базиліка Сан-Гавіно

Сардинська церква була автокефальною інституцією протягом п'яти століть, незалежною як від Візантійської, так і від Римської курії. В ХІ столітті, після розколу Християнської церкви 1054 року, юдикати, за словами папи Олександра II, розпочали політику розвитку західного чернецтва на острові з метою ширшого поширення культури, а також нових методів обробки землі. Імміграція монахів на острів сприяла пожертвуванням, а місцеві церкви будувала судова аристократія. Однак існували міцні зв'язки зі східною літургією. У 1092 році папська булла чітко скасувала автономію та автокефалію Сардинської Церкви і підпорядкувала її архієпископу Пізи.
Перший акт пожертвування був зроблений у 1064 році Барізоном I з Торреса, який дав бенедиктинським монахам Монте-Кассіно велику територію з церквами (включаючи візантійську церкву Nostra Segnora de Mesumundu), неподалік від тодішньої столиці Ардара. Протягом кількох наступних століть представники багатьох релігійних орденів, у тому числі ченці абатства Монтекассіно, камальдолезці, валломброзіанці, Вітторіні з Марселя, цистерціанці Бернара Клервоського прибули й оселилися на Сардинії. В результаті цього на острові процвітала романська архітектура.

### Мова
Візантійська грецька мова використовувалася як адміністративна мова протягом візантійського періоду, але після цього вийшла з ужитку. Поступоволатинська мова, яка довгий час була мовою корінного населення, розвинулася в сардинську мову і набула статус офіційної. Вона також використовувалась в юридичних та адміністративних документах, таких як condaghe, муніципальні статути та закони королівств, такі як Carta de Logu.

## Пізансько-генуезьке втручання

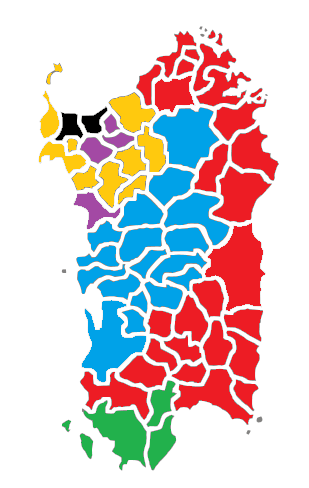
Червоним — території Сардинії, які безпосередньо контролювали Піза на початку XIV століття, до арагонського вторгнення, зеленим — Делла Герардеска, синім — Арборейський юдикат, фіолетовим — Маласпіна, жовтим — Дорія, чорним — комуна Сассарі.

Пізанська та Генуєзька морські республіки почали впливати на політику та економіку сардинських юдикатів в XI столітті, коли юдикати почали залучати їх в боротьбі з мусульманською Денійською тайфою з Піренейського півострова, яка намагалась завоювати острів.
В результаті економічного, політичного та релігійного впливу Генуї та Пізи, в другій половині XIII століття незалежне існування королівств Логудоро, Галлура та Кальярі припинилося. Незалежність Логудорського юдиката  фактично закінчилась в 1259 році, коли його території потрапили під пряме управлінням генуезькими родинами Доріа та Маласпіна. Юдикат Кальярі був завойований спільним пізансько-сардинським військом у 1258 році і його територія була розділена між переможцями. Галлурський юдикат потрапив під владу пізанської родини Вісконті, а в 1288 році бепосередньо до Пізи.

## Арагонське завоювання
В 1297 році папа Боніфацій VIII оголосив про створення ним Regnum Sardiniae et Corsicae (Королівства Сардиського та Корсиканського), що складалося з фактично ніяк не підлеглих папі островів Сардинія та Корсика і формально надав його як феод королю Арагону Хайме II. Починаючи з 1324 року Хайме і його наступники поступово здійснили фактичне завоювання усієї території острова Сардинія і перетворило свою владу де-юре на де-факто.
Арборейський юдикат між 1323 і 1326 роками допамогав Арагонській Короні завоювати пізанські володіння на Сардинії (території колишніх юдикатів Галлура і Кальяарі). Проте, під загрозою арагонських претензій на сюзеренітет і консолідацію острова під своєю владою, у 1353 році Арборейський юдикат під керівництвом Маріана IV розірвав союз з арагонцями і разом з сардинськими Доріа оголосило їм війну. У 1368 році арборейський наступ майже витіснив арагонців з острова, зменшивши території, підвладні арагонському Сардинському королівству лише до портових міст Кальярі та Альгеро та включивши все інше до своєї власної держави. У 1388 році мирний договір повернув арагонцям на острові їхні попередні володіння, але напруженість тривала. У 1391 році арборейська армія на чолі з Бранкалеоне Доріа знову завоювала більшу частину острова, підпорядкувавши його правлінню арборейців. Такий стан справ тривав до 1409 року, коли армія Арборейського юдиката зазнала важкої поразки від арагонської армії в битві при Санлурі.
Арборейський юдикат припинив своє існування в 1420 році після продажу останнім його юдиком останнім суддею Вільгельмом II територій юдикати арагонцям за 100 000 золотих флоринів. Після цього уся територія острова перейшла під пряму владу арагонського Сардинського королівства.

### англомовна
- Dyson, Stephen L., and Rowland, Robert J. Archaeology and History in Sardinia from the Stone Age to the Middle Ages: Shepherds, Sailors, and Conquerors. Philadelphia: University of Pennsyolvania Museum of Archaeology and Anthropology, 2007.
- Galoppini, Laura. «Overview of Sardinia History (500—1500)», pp. 85–114. In Michalle Hobart (ed.), A Companion to Sardinian History, 500—1500. Leiden: Brill, 2017.
- Puglia, Andrea. «Interactions Between Lay and Ecclesiastical Offices in Sardinia», pp. 319–30. In Frances Andrews and maria Agata Pincelli (eds.), Churchmen and Urban Government in Late Medieval Italy, c.1200–c.1450: Cases and Contexts. Cambridge: Cambridge University Press, 2013.
- Rowland, Robert J. The Periphery in the Center: Sardinia in the Ancient and Medieval Worlds. Oxford: Archaeopress, 2001.
- Tangheroni, Marco. «Sardinia and Corsica from the Mid-Twelfth to the Early Fourteenth Century», pp. 447–57. In David Abulafia[en] (ed.), The New Cambridge Medieval History, Volume 5: c.1198–c.1300. Cambridge: Cambridge University Press, 1999.
- Tangheroni, Marco. «Sardinia and Italy», pp. 237–50. In David Abulafia (ed.), Italy in the Central Middle Ages, 1000—1300. Oxford: Oxford University Press, 2004.
- Zedda, Corrado. «A Revision of Sardinian History between the Eleventh and Twelfth Centuries», pp. 115–140. In Michalle Hobart (ed.), A Companion to Sardinian History, 500—1500. Leiden: Brill, 2017.

### італомовна
- Ortu G.G., La Sardegna dei Giudici, Nuoro, 2005 ISBN 88-89801-02-6
- Birocchi I. e Mattone A. (a cura di), La Carta de logu d'Arborea nella storia del diritto medievale e moderno, Roma-Bari, 2004. ISBN 88-420-7328-8
- AA.VV., Storia dei sardi e della Sardegna, II—III Voll., Milano, 1987-89.
- A. Solmi — Studi storici sulle istituzioni della Sardegna nel Medioevo — Cagliari — 1965
- F. C. Casula — La storia di Sardegna — Sassari 1994
- P. Tola — Codice diplomatico della Sardegna — Cagliari — 1986
- E. Besta — La Sardegna medioevale — Palermo — 1954
- Raffaello Delogu, L'architettura del Medioevo in Sardegna, Roma, 1953, ristampa anastatica, Sassari, 1992.
- F. Loddo Canepa — Ricerche e osservazioni sul feudalesimo sardo — Roma 1932
- G. Stefani — Dizionario generale geografico-statistico degli stati sardi — Sassari — Carlo Delfino Editore
- Alberto Boscolo, La Sardegna bizantina e alto giudicale, Cagliari, 1978.
- Alberto Boscolo, La Sardegna dei Giudicati, Cagliari, Edizioni della Torre, 1979.
- A. Solmi — Studi storici sulle istituzioni della Sardegna nel Medioevo — Cagliari — 1917.
- R. Carta Raspi — La costituzione politico sociale della Sardegna — Cagliari — 1937.
- R. Carta Raspi, Storia della Sardegna, Mursia, 1971.
- R. Carta Raspi, Mariano IV D'Arborea, S'Alvure, 2001.
- R. Carta Raspi, Ugone III d'Arborea e le due ambasciate di Luigi D'Anjou, S'Alvure, 1936.
- M. Caravale — Lo Stato giudicale, questioni ancora aperte, atti del convegno internazionale «Società e Cultura nel Giudicato d'Arborea e nella Carta de Logu» — Oristano — 1995.
- F. C. Casula — Dizionario storico sardo — Sassari — 2003.
- R. Di Tucci — Il diritto pubblico nella Sardegna del Medioevo, in Archivio storico sardo XV — Cagliari — 1924.
- G. Paulis — Studi sul sardo medioevale — Nuoro — Ilisso — 1997.
- Giuseppe Meloni e Andrea Dessì Fulgheri, Mondo rurale e Sardegna del XII secolo, Napoli, Liguori Editore, 1994
- C. Zedda — R. Pinna La nascita dei giudicati. Proposta per lo scioglimento di un enigma storiografico in Archivio storico giuridico sardo di Sassari, seconda serie, volume 12 (2007), pp. 27–118.
- C. Zedda — R. Pinna — La Carta del giudice cagliaritano Orzocco Torchitorio, prova dell'attuazione del progetto gregoriano di riorganizzazione della giurisdizione ecclesiastica della Sardegna, Collana dell'Archivio Storico e Giuridico Sardo di Sassari, nº 10, Sassari 2009.
- C. Zedda – R. Pinna, Fra Santa Igia e il Castro Novo Montis de Castro. La questione giuridica urbanistica a Cagliari all'inizio del XIII secolo, in Archivio Storico e Giuridico Sardo di Sassari, vol. 15 (2010—2011), pp. 125–187.